# Centralia (Washington)
Pour les articles homonymes, voir Centralia.
Centralia est une ville du comté de Lewis, État de Washington, aux États-Unis. En 2000, sa population s’élevait à 14 742 habitants.
L'histoire de la ville est marquée par le massacre de Centralia (en), affrontement entre l'American Legion et les Industrial Workers of the World, le 11 novembre 1919.

## Transports
Centralie partage un aéroport (Chehalis-Centralia Airport, code AITA : CLS).

## Économie
La mine de charbon exploitée 1970 a 2006 a proximité était l'un des principaux employeurs avec 650 emplois à sa fermeture. Une centrale électrique au charbon, le premier pollueur de l’État de Washington avec quelque 10 % des émissions, ayant moins de 200 employés en 2018 doit fermer en 2025.

## Personnalités liées à la ville
- Merce Cunningham, danseur et chorégraphe américain né à Centralia
- Richard Lawrence Cifelli, professeur américain de biologie
- Wesley Everest, bûcheron et syndicaliste, lynché à mort à Centralia